# Santa Clara (Sevilla)
El barrio de Santa Clara en Sevilla está ubicado en lo que antaño eran las afueras de la ciudad, en la zona este de la capital andaluza.

## Historia
Comenzó siendo una colonia estadounidense, residencia de militares, exmilitares y personal de las bases estadounidenses cercanas, especialmente Morón. Con el progresivo desmantelamiento de la base los estadounidenses fueron marchándose, dejando una típica construcción de barrio residencial estadounidense de chalets.
La avenida de Kansas City, la SE-30 y el Polígono de San Pablo lo delimitan. Pertenecía al distrito Nervión-San Pablo hasta el año 2006 que pasó a ser del distrito San Pablo-Santa Justa. Su código postal es el 41007. Además de los chalets existen algunas urbanizaciones cerradas de bloques de pisos como Campo-Ciudad Santa Clara, El Algarve, Jardín 27, Jardín 29, Hábitat 71 o Nuevo Continente.

## Características
Santa Clara es uno de los barrios más tranquilos de Sevilla y es conocida por su particular disposición de calles y chalets, que cuenta actualmente 8.071 habitantes, y por sus numerosos árboles.
En la zona norte aún existe una placa donde puede leerse GARDEN CITY y el límite de velocidad expresado en millas por hora. Asimismo, aún quedan vestigios de la presencia americana en la arquitectura de sus chalets y en algunos planos a la entrada del barrio donde se pueden apreciar, además de su antigua forma de revólver, las zonas que ocupaban los campos de baseball, hoy parques.